# DSK
A DSK 1938 (oroszul: ДШК – Дегтярёва Шпагина Крупнокалиберный, magyar átírásban: Gyegtyarjova Spagina Krupnokalibernij) Vaszilij Gyegtyarjov által tervezett és Georgij Spagin által tökéletesített szovjet légvédelmi géppuska.

## Története
A 30-as években Gyegtyarjov a nagy kaliberű géppuskák tervezésével kezdett foglalkozni. 1930-ban elkészítette a DK géppuskát, de az elégtelen tárkapacitás (30 db) és az alacsony tűzgyorsaság miatt nem alkalmazták és csak kis mennyiséget gyártottak belőle 1933 és 1935 között. Spagin a géppuskát áttervezte és hevederes lőszeradagolót tervezett hozzá. A fegyver 1938-ban jelent meg, a Vörös Hadsereg 1939 februárjában rendszeresítette 12,7 mm DSK néven.
A második világháború kezdetére kb. 2000 db DSK készült el, ebből a Vörös Hadsereg 1200 darabbal rendelkezett, a Szovjet Haditengerészet 800 db-ot kapott. A világháború alatt a DSK a Vörös Hadsereg és a Szovjet Haditengerészet elsődleges nehézgéppuskájává vált, a légvédelmi feladatok mellett használták gyalogsági támogató fegyvernek is, valamint a harcjárműveket is felszereltek vele. A Haditengerészet a háború első szakaszában kisebb hajók, és kikötők védelmére alkalmazta, a háború végére azonban majdnem minden hajón megtalálható volt.

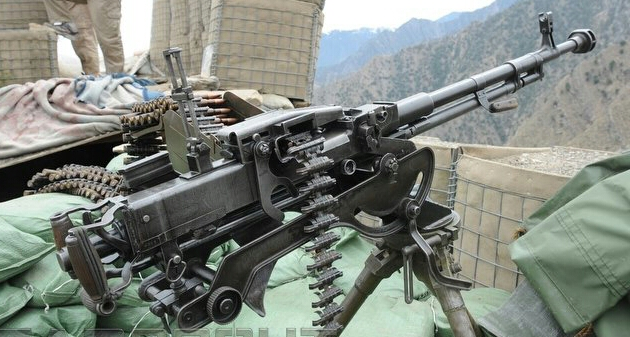
DSK nehézgéppuska Afganisztánban, légi célra beállítva

1946-ban megjelent a fegyver modernizált változata a DSK 1938/46 vagy DSKM amelyet még napjainkban is alkalmaznak, főleg lázadó csoportok és a harmadik világ haderői.
A második világháború után a géppuska széles körben elterjedtté vált, főleg a Szovjetunióval baráti viszonyban lévő (például Kína) és a kommunista rendszerhez tartozó országokban. A nagyarányú export mellett sok ország licenc alapján is gyártotta, nagy darabszámban a Szovjetunión kívül még a Kínai Népköztársaságban állították elő. Ennek köszönhetően a DSK és DSKM még több, későbbi háborúban is felbukkant, például a koreai háborúban a kínai önkéntesek oldalán, a vietnámi háborúban a Vietnámi Néphadsereg és a Vietkong szolgálatában, valamint az afganisztáni háborúkban a felkelők is előszeretettel használták.
A fegyver gyártását 37 év után, 1975-ben fejezték be. A Szovjet Hadsereg az 1960-as évek végétől fogva fokozatosan lecserélte a DSKM géppuskáit a modernebb NSZV géppuskákra, ez a folyamat az 1970-es évek közepére fejeződött be.

## Műszaki jellemzői
A DSK gázelvezetéses, hevederes lőszeradagolású, teljesen automata nehézgéppuska. A lőporgázok elvezetését a fegyvercső alatt található gázdugattyú és 3 gázszabályzó segíti, reteszelési rendszere hasonlít a szintén Gyegtyarjov által tervezett DP golyószóróéhoz.

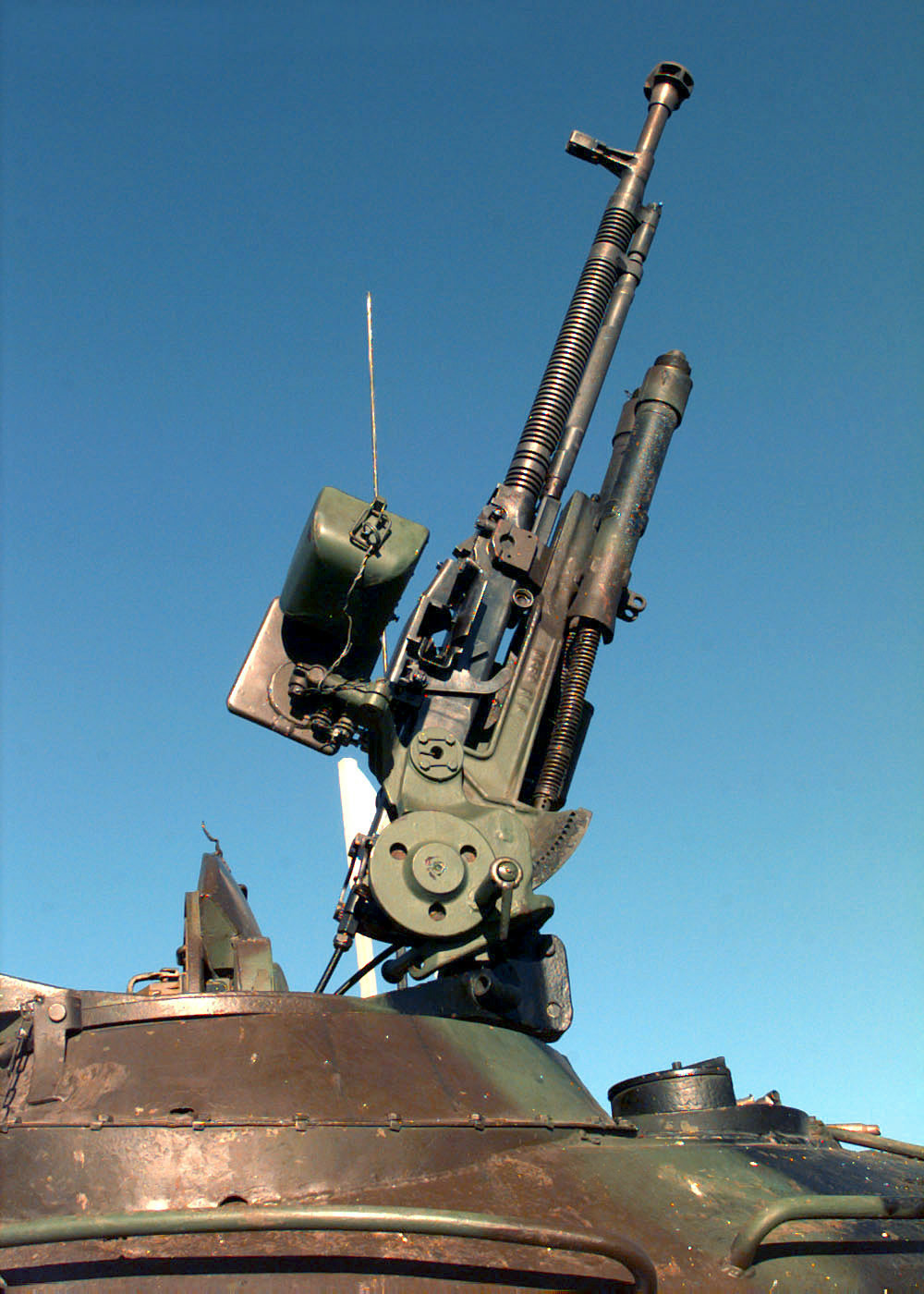
A fegyvert a T-55 harckocsiba építve légelhárító feladatok elvégzésére használják

A fegyver a 12,7 × 107 mm-es szovjet lőszerrel tüzel, a fegyverből kilőtt lőszer 500 méter távolságból át tudja lyukasztani a 15 mm vastagságú páncélt. Az 50 db lőszer hevederben van elhelyezve, a hevedert fémrakaszban tárolják. A hevedert a fegyver bal oldalán lehet befűzni. A cserélhető fegyvercső léghűtésű, a csövön látható keresztirányú gyűrűk a fegyver jobb hűtését biztosítják.

## Alkalmazása
A DSK géppuskákat légelhárítás mellett gyalogság és járművek védelmére is bevetették. Légvédelmi feladatok esetén háromlábú állványon használták, a célzást a célgömb mellett a fegyvercsövön található két irányzék is segíti, melyekkel a repülőgépek irányát és magasságát lehetett meghatározni. A fegyver emellett párnázott válltámaszt is kapott, megóva a kezelőt a lövés utáni visszarúgás erejétől. Gyalogság támogatása esetén a fegyvert rögzített háromlábú vagy vontatható kétkerekű állvánnyal együtt használták. A kerekes állvány hasonlított a Szokolov által a Maxim-géppuska orosz változatához tervezett állványhoz, tömege 123 kg volt. A lövész védelmét egy eltávolítható vékony acéllemez biztosította. A II. világháború alatt a szovjet T–40 úszó harckocsik elsődleges fegyvere volt, emellett az ISZ–2 harckocsikat és az ISZU–152 önjáró lövegeket légi és gyalogos támadás ellen DSK-val is felszereltek. Ezenkívül GAZ teherautókat is elláttak a géppuskával, háromlábú állványon légi és földi célok ellen is használták. A háború után a szovjet  harcjárművek (például T–54, T–62, BTR–155, BRDM–1) alapvető nehézgéppuskájává vált, ám az 1970-es évekre innen is kiszorították a fejlettebb NSZV géppuskák.

## Változatok
- DSKT – harcjárműre szerelhető változat
- DSKM – a DSK 1946-ban megjelent modernizált változata
- DSKMT – a DSKM harcjárműre szerelhető változata